# Am Hochzeitsabend
Am Hochzeitsabend ist ein Kriminalfilm von 1917 der Filmreihe Phantomas.

## Handlung
Phantomas findet den Mörder des Bräutigam, der an seinem Hochzeitstag ermordet wird.
„Im Kolumbia-Hotel findet die Hochzeitsfeier Inge Wests mit Sigurd Bracke statt. Jens Jakolsen, Zivilingenieur aus Stockholm, erscheint im Hotel und will ein Zimmer haben. Er schleicht sich auf die Galerie des Saales und verständigt sich mit dem Bräutigam, der zufällig hinaufsieht. Letzterer verlässt, von niemandem bemerkt, den Saal. Im Wintergarten besprechen sich die beiden Männer und tauschen Papiere aus, worauf sich beide schnell entfernen. Im Saal findet zuerst ein Kinderhuldigungsreigen statt, dem ein telepathisches Phänomen folgt, ein Mann, der mit verbundenen Augen eine Stecknadel auffinden will. Inzwischen wird der Bräutigam dringend zum Telephon gerufen. Die ganze Gesellschaft folgt dem Herrn auf der Suche nach der Stecknadel, die sich in der Polsterung der Telefonzelle befindet, und findet daselbst den Bräutigam tot auf. Jens Jakolsen wird von allen des Mordes verdächtigt, da sich bei dem Toten ein Zettel mit den Worten fand „Jens Jakolsen ist es“ – doch dieser leugnet ganz entschieden. Detektiv Phantomas wird gerufen, um das Geheimnis zu lüften, und entlarvt auch tatsächlich die Schwiegermutter Brackes als Täterin.“

## Hintergrund
Die Produktionsfirma war die Greenbaum-Film GmbH Berlin (Nr. 1054). Der Film hatte eine Länge von vier Akten auf 1.170 Metern, dies entspricht ca. 64 Minuten. Die Zensur fand im September 1917 statt. Die Polizei Berlin belegte ihn mit einem Jugendverbot (Nr. 40951). Die Polizei München verbot die Ankündigung als Detektivfilm (Nr. 25290, 25291, 25292, 25293). Die Uraufführung fand in den Kant-Lichtspielen Berlin statt.